# Dubnici krónika
A Dubnici krónika (eredeti címe latinul: Chronica de gestis Hungarorum) egy középkori magyar történeti mű.

## Története
A művet ismeretlen szerzője 1479-ben, a Tiszántúlon állította össze korábbi művek alapján, saját koráig folytatva. Bár első hét fejezetét a Képes krónikából másolták, a Budai krónika családjához tartozik. Tartalmazza  a Károly-kori budai minorita krónikája szövege mellett kisebb elhagyásokkal Küküllei János Lajos király-életrajzát, és részben a Névtelen Minorita krónikáját, melynek töredékei egyedül ebben a kódexben maradtak fenn
Erősen Mátyás-ellenes a hangneme: „míg a király külföldön harcolt, Nagyváradot fölégette a török”; „Mátyást erőszakos adópolitikája miatt özvegyek és árvák átkozzák”.
Megtaláljuk benne a Szent László-legendakör egy újabb fejezetét: „A székelyek az Úr 1345. évében, vízkereszt táján egynéhány magyarral kiszállván a tatárokra, számtalan pogányt kardra hánytak. A harc három napig tartott. És beszélik, hogy míg az üldözés tartott, Szent László király fejét a váradi egyházban sehol sem találták. Az egyház őre negyednap újból bement keresésére, akkor már ott volt szokott helyén, de átizzadva, mintha élve nehéz munkából tért volna vissza. Az őr elmondta a csodát a kanonoknak és egyéb jámbor embereknek, egy öreg tatár pedig megerősítette állítását. Azt beszélte ugyanis, hogy őket nem a székelyek és a magyarok verték meg, hanem ama László, akit mindig segítségül hívnak. És a többi tatár szintén bizonykodott, hogy mikor a székelység rajtok ment, egy hatalmas termetű vitéz járt előtte, magos lovon, fejében arany korona, kezében szekerce, és mindnyájukat lefogyatott rettenetes csapásaival és vagdalkozásával. A vitéz feje fölött pedig a levegőben egy szépséges asszonyszemély tündöklött csodálatos fényességben, fején aranykorona. Világos ebből, hogy a székelyeket Krisztusért harcoltukban maga a boldogságos Szűz Mária és Szent László segítette a pogányok ellen, akik saját erejökbe és sokaságukba vetették bizodalmukat.”
Ugyancsak itt található a legrégibb fönnmaradt magyar nyelvű szitkozódás.
Dubniczon (ma szlovákiai város) fedezték fel a 19. század közepén, az Országos Széchényi Könyvtár tulajdona.